# Psychometrie (Parapsychologie)
Psychometrie ist ein parapsychologischer Begriff, der die Fähigkeit beschreibt, aus dem Berühren eines Gegenstandes dessen Geschichte wahrzunehmen. Psychometrie als Phänomen der außersinnlichen Wahrnehmung ist nicht identisch mit dem gleichnamigen Teilbereich der Psychologie, der sich mit Messung, Messinstrumenten und Testverfahren beschäftigt (siehe Psychometrie).